# Amor Nuño
Ricardo Amor Nuño Pérez (¿1913?-1940) fue un anarquista español, conocido por su papel en la Guerra civil española.

## Biografía
Su figura ha sido poco estudiada por la historiografía.
Al comienzo de la Guerra civil, en julio de 1936, era secretario de la Federación de la CNT en Madrid. Formó parte de los jurados de los llamados «Tribunales Populares», creados tras la matanza de la cárcel Modelo de Madrid. Nuño se habría mostrado partidario de los «paseos» emprendidos por los grupos anarquistas durante las primeras semanas de la contienda, argumentando que «la justicia expeditiva robustecía la moral revolucionaria del pueblo y le comprometía en la lucha a vida o muerte que teníamos entablada». Según afirmaría más adelante Felipe Sandoval, Amor Nuño habría tenido un control casi total sobre las checas anarquistas de Madrid.
En noviembre de 1936 entró a formar parte de la Junta de Defensa de Madrid, ocupando la consejería de Industrias de Guerra. Nuño habría participado en la reunión del 7 de noviembre junto a representantes de la CNT y la JSU que sirvió de preparación para las posteriores matanzas de Paracuellos.
A comienzos de diciembre pasaría a desempeñar la consejería delegada de Transportes. Para entonces Amor Nuño mantenía una relación sentimental con la hija de un militar rebelde, a la que había convertido en su secretaria personal e incluso había llevado a las reuniones de la Junta —lo que implicaba que tenía acceso a información importante—. Consecuencia de esta relación, había desatendido gravemente sus responsabilidades. Algunos miembros de la CNT sospecharon que su compañera sentimental se trataba en realidad de una espía franquista. Una reunión de la CNT, la FAI y las Juventudes Libertarias resolvió la expulsión de Nuño Amor. Por esas fechas anunció la dimisión de su cargo, argumentando razones de salud. En este sentido, Jorge Martínez Reverte señala que Amor Nuño abandonó su cargo por «miedo».
Durante el resto la contienda no ocupó ningún puesto relevante. El 4 de mayo de 1937 fue detenido en Barcelona por su implicación en los sucesos de mayo.
Existen varias versiones sobre su muerte. Paul Preston sostiene que fue detenido en Alicante al final de la contienda, y murió en la Dirección General de Seguridad de Madrid a consecuencia de las palizas a las que fue sometido. Julius Ruiz, por su parte, sostiene en cambio que fue juzgado por los tribunales franquistas y condenado a muerte —a pesar de los testimonios favorables de reconocidos derechistas—, siendo ejecutado en 1940.